# Tetraglenes somaliensis
Tetraglenes somaliensis är en skalbaggsart som beskrevs av Stefan von Breuning 1952. Tetraglenes somaliensis ingår i släktet Tetraglenes och familjen långhorningar. Inga underarter finns listade i Catalogue of Life.